# Beda Muck
Beda Muck, někdy uváděný jako Muk (? Černošín u Tachova – 6. května 1724 Přeštice) byl český hudební skladatel, příslušník řádu benediktinů, varhaník, ředitel kůru, kazatel.

## Život
Narodil se v Černošíně v rodině učitele, ale datum jeho narození není známo. Od roku 1703 byl členem benediktinského řádu v klášteře Kladruby, od roku 1709 zde vykonával funkci regenschoriho. Kladrubský klášter získal v roce 1705 do své správy město Přeštice, v roce 1710 se ujal i jejich správy duchovní. V té době vzrostl význam zdejšího mariánského poutního centra, zvýšil se liturgický provoz a za účelem zkvalitnění provozu hudebního sem byl v roce 1714 z Kladrub poslán Muck. Začal v místním kostele vykonávat funkci kazatele a jednoho ze tří benediktinských kooperátorů (farních vikářů), ale jeho hlavním úkolem bylo založit mariánský figurální kůr. Běžně funkci ředitele kůru vykonával kantor, který byl laickým hudebníkem. Kladrubský konvent v případě Přeštic udělal zřejmě kvůli důležitosti poutního místa výjimku a dosadil na toto místo Mucka. Jako ředitel kůru měl za povinnost vytvořit kmenový repertoár pro nově vzniklý sbor, k čemuž sloužily i jeho vlastní kompozice. Svou tvorbou převyšoval běžné řádové skladatele. V roce 1717 byl přítomen stavbě nových kostelních varhan, o jejichž pořízení se pravděpodobně také zasloužil. Stavitelem varhan byl renomovaný varhanář Johann Leopold Burkhardt z Lokte. Muck posléze pobýval opět v klášteře v Kladrubech a do Přeštic se vrátil roku 1719. Zůstal zde až do své smrti v roce 1724.

## Dílo
Byl autorem 2 offertorií a 5 mší, které se však nedochovaly, stejně jako Chroma primitiale pro čtyři zpěvní hlasy a nástrojový doprovod. Do dnešních dnů se dochovaly pouze dvě skladby:
- Ave Maria/Regina coeli in D pro čtyři zpěvní hlasy s nástrojovým doprovodem (Přeštice);
- Litaniae Lauretanae in E (nachází se v opise J. D. Zelenky v Sächsische Landesbibliothek v Drážďanech).